# Wang Yiren
Wáng Yírén (王怡人; Hangzhou, Zhejiang; 29 de diciembre de 2000), más conocida como Yiren (en hangul, 이런), es una cantante y bailarina china, conocida por ser integrante del grupo femenino surcoreano Everglow, formado por Yuehua Entertainment. Antes de su debut musical en 2019, realizó su primera aparición en la televisión surcoreana como concursante en el programa Produce 48. Su primer sencillo chino en solitario «Call Call» fue lanzado el 31 de agosto de 2022.

## Biografía y carrera

### Primeros años
Yiren nació el 29 de diciembre de 2000 en Hangzhou, China. A sus 15 años de edad, apareció en la portada de una revista estudiantil china. Se graduó en Danza Tradicional en la Academia Vocacional de Arte de Zhejiang.

### 2018-2021:Produce 48y debut con Everglow
En 2018, Yiren concursó en el reality show surcoreano Produce 48 como aprendiz de Yuehua Entertainment junto a sus compañeras de agencia Kim Si-hyeon y Choi Ye-na. Fue eliminada del concurso en el episodio 11, terminando en el 28.º puesto.
En febrero de 2019, Yiren fue revelada como futura integrante del grupo femenino Everglow. El 21 de marzo de 2019, Yiren debutó dentro de Everglow en el programa musical M Countdown, tras el lanzamiento del álbum sencillo Arrival of Everglow y su tema principal «Bon Bon Chocolat».
El 27 de septiembre de 2020, durante el período de promoción del sencillo «La Di Da», Yiren apareció como invitada en el programa de variedades Running Man.

### 2022–presente: Actividades en solitario y debut en China
En enero de 2022, luego de una controversia en torno a ella, Yuehua Entertainment anunció que Yiren haría una pausa en las actividades de Everglow para regresar a China por motivos familiares y académicos.A lo largo del mismo año modeló para marcas de ropa y realizó apariciones en diferentes programas de la televisión china: Star Chaser, The Mews y Street Dance of China.
El 31 de agosto de 2022, Yiren lanzó su primer sencillo digital en chino, «Call Call».A fines de 2022, regresó a Corea del Sur y retomó sus actividades con Everglow.

## Discografía

### Sencillos
| Título      | Año  |
| ----------- | ---- |
| «Call Call» | 2022 |

## Filmografía

### Programas de televisión
| Año  | Título                  | Canal | Notas                  | Ref.   |
| ---- | ----------------------- | ----- | ---------------------- | ------ |
| 2018 | Produce 48              | Mnet  | Concursante            | [ 8 ]  |
| 2019 | Running Man             | SBS   | Invitada; episodio 522 | [ 11 ] |
| 2022 | Star Chaser 2           | ZJTV  | Invitada               | [ 13 ] |
| 2022 | The Mews                | MGTV  | Regular                | [ 14 ] |
| 2022 | Street Dance of China 5 | Youku | Invitada               | [ 15 ] |

## Controversias

### Fomento de la cultura china en Corea del Sur
El 2 de enero de 2022, Everglow realizó un evento de fan signing en Corea del Sur. Para saludar a sus fans, Yiren hizo un gesto con sus manos, común y respetuoso en la cultura china, en contraste con las reverencias profundas de las otras cinco miembros del grupo. Un video del evento se difundió en los medios de comunicación, desencadenando críticas de internautas coreanos, quienes exigieron que Yiren «regresara a su país natal». Seguidamente, Yuehua Entertainment anunció una suspensión temporal de las actividades de Yiren con el grupo.